# 552
Năm 552 là một năm trong lịch Julius.